# Velodromo Paolo Borsellino
Il Velodromo Paolo Borsellino è un impianto sportivo polivalente di Palermo.

## Storia
La costruzione del velodromo venne avviata nel 1989, grazie ai fondi disponibili per i mondiali di calcio del 1990. La costruzione fu completata in due anni ed ebbe un costo complessivo di 17 miliardi di lire. Il primo nome dell'impianto fu "San Gabriele", dal nome del terreno su cui venne costruito, appartenente ad un fondo confiscato a una famiglia mafiosa. L'impianto fu inaugurato il 2 febbraio 1991, con una sfida evento tra il velocista tedesco Michael Hübner e quello italiano Claudio Golinelli.
Nei successivi due anni il velodromo fu abbandonato prima di essere recuperato in previsione del campionato del mondo di ciclismo su pista del 1994, disputatisi fra il 15 e il 20 agosto. Poco prima dell'inizio dei Mondiali, il 30 maggio dello stesso anno, la struttura fu intitolata a Paolo Borsellino, il quale oltre che giudice impegnato nella lotta alla mafia era un cicloamatore. Dopo la kermesse iridata del 1994, l'impianto tornò ad ospitare un evento internazionale in occasione della XIX Universiade del 1997, venendo utilizzato per disputare le partite dei gironi di qualificazione del torneo di calcio.
Negli anni che seguirono l'impianto ha ospitato le squadre cittadine di rugby, football americano e calcio minore oltre a partite benefiche, spettacoli, concerti e i tornei della rassegna "Mediterraneo antirazzista". Nel periodo in cui Maurizio Zamparini era presidente del Palermo, ha espresso più volte l'intenzione di costruire un nuovo impianto per la società rosanero proprio sull'area occupata dal velodromo.
Nell’estate 2023 riapre ai concerti, ospitando il rapper Lazza e il cantante Claudio Baglioni.
Dopo un'ulteriore chiusure per dei lavori, nell'aprile dell'anno successivo il Velodromo ha riaperto le proprie porte per ospitare degli eventi sportivi, ospitando la gara del campionato italiano football a 9 tra la squadra locale degli Eagles United Palermo contro i Briganti Napoli.

## Caratteristiche e ubicazione
Il velodromo occupa una superficie di circa 30.000 metri quadri. La pista scoperta in cemento è lunga 400 metri e il terreno da gioco è in erba. Gli spalti, che contano circa 12.000 posti a sedere, si sviluppano sui due lati lunghi del campo. La tribuna principale, dove si trovano le postazioni per la stampa, è dotata di una copertura lignea ad arco. Alle spalle della tribuna principale si trova un edificio basso, dove sono ubicati alcuni uffici dell'assessorato allo sport del comune di Palermo. Sul lato opposto alla tribuna coperta, si trova la gradinata scoperta, dietro la quale ha sede il parcheggio e la biglietteria. Dal 2006 è parzialmente alimentato da un impianto fotovoltaico da 20 kWp, costruito sul tetto della palazzina che ospita gli uffici.
La struttura sorge sull'ex Fondo San Gabriele nelle vicinanze del quartiere San Filippo Neri, più noto come ZEN (Zona Espansione Nord). Si trova a circa 6 km dalla località balneare di Mondello e a 1,5 km dal viale Strasburgo. È facilmente raggiungibile dalle autostrade tramite l'uscita "Tommaso Natale-Mondello".

## Utilizzo sportivo
L'impianto, ideato per un utilizzo polifunzionale, dispone anche di una sala attrezzi utilizzata da associazioni sportive e di uffici. Pur disponendo di una pista ciclabile per eventi internazionali, non è stato molto utilizzato per l'attività ciclistica di alto livello. La Federazione Ciclistica vi ha svolto progetti giovanili, fino al recente abbandono dell'attività causato dal perpetuarsi di furti e atti vandalici.

### Rugby a 15
Sin dai suoi primi anni di vita ha ospitato le squadre di rugby cittadine e le rispettive giovanili (Italpress Fiamma Panormus, Palermo Rugby Club, Iron Team Rugby, Amatori Palermo Rugby). L'impianto è stato inoltre teatro di altri eventi internazionali quali l'incontro tra le nazionali giovanili di Italia e Galles e il torneo di Rugby a 7 dell'edizione 2011 dei Giochi delle isole.

### Football americano e flag football
Nel corso degli anni hanno calcato il prato del velodromo anche le squadre di football americano di Palermo (Sharks, Corsari, Cardinals, Vipers). Il Velodromo Paolo Borsellino ha ospitato il primo campionato mondiale di football americano, svoltosi dal 24 giugno al 4 luglio 1999 e vinto dalla nazionale giapponese. Inoltre si sono giocate le finali di campionato di diverse categorie, come il I Elevenbowl, vinto dagli Sharks Palermo sugli Elephants Catania per 18 a 14 il 12 luglio 2003 e l'XI Ninebowl, vinto dai Crusaders Cagliari sugli Islanders Venezia per 24 a 14 il 19 giugno 2010.

### Calcio
Alcune squadre minori di calcio della città maschili e femminili hanno utilizzato l'impianto, tra le quali occasionalmente il Palermo durante il campionato di Serie C1 1997-98 dalla quarta (Palermo-Giulianova) alla tredicesima giornata (Palermo-Savoia), e durante il campionato successivo dalla prima (Palermo-Nocerina) alla settima giornata (Palermo-Fermana) a causa della temporanea indisponibilità della Favorita; la squadra primavera rosanero fino alla stagione 2006-2007; e la Fincantieri Calcio nel campionato di Serie D 2003-2004. 
Dal 2024 l'impianto viene utilizzato per gli allenamenti della società Athletic Club Palermo, in attesa dell'omologazione da parte della Lega Nazionale Dilettanti per le partite del campionato di Serie D.

### Manifestazioni multisportive
Dal 2008 vi si svolge "Mediterraneo antirazzista", un evento sportivo pluridisciplinare che promuove l'integrazione sociale attraverso lo sport. Con i tornei di pallavolo, basket 3 vs 3, calcetto, cricket, rugby che hanno luogo presso l'impianto, vengono coinvolti centinaia di giovani e adulti di differenti nazionalità. Inoltre il Velodromo viene anche utilizzato come sede d'allenamento della squadra di baseball di Palermo.